# Saint-Laurent-en-Brionnais
Saint-Laurent-en-Brionnais ist eine französische Gemeinde mit 325 Einwohnern (Stand 1. Januar 2022) im Département Saône-et-Loire in der Region Bourgogne-Franche-Comté.  Sie gehört zum Arrondissement Charolles und ist Mitglied im Gemeindeverband Communauté de communes Brionnais Sud Bourgogne. Die Bewohner werden Saint-Laurentins und Saint-Laurentines genannt.

## Geografie
Saint-Laurent-en-Brionnais liegt etwa 43 Kilometer westlich von Mâcon und etwa 30 Kilometer nordöstlich von Roanne in den Hügellandschaften von Brionnais und Charolais. Die höchste Erhebung im Gemeindegebiet liegt hierbei bei 487 m. Die Gemeinde liegt im Einzugsgebiet der Loire. Der Ruisseau des Monts bewässert das westliche Gemeindegebiet, der Ruissueau des Barres das östliche. Beide Gewässer fließen in südlicher Richtung und münden in den Sornin.
Umgeben wird Saint-Laurent-en-Brionnais von den sechs Nachbargemeinden:
|        | Vareilles                                   | Baudemont            |
| Vauban | Kompassrose, die auf Nachbargemeinden zeigt | La Chapelle-sous-Dun |
|        | Saint-Maurice-lès-Châteauneuf               | Chassigny-sous-Dun   |

## Bevölkerungsentwicklung
| Saint-Laurent-en-Brionnais: Einwohnerzahlen von 1793 bis 2016                                                              | Saint-Laurent-en-Brionnais: Einwohnerzahlen von 1793 bis 2016 | Saint-Laurent-en-Brionnais: Einwohnerzahlen von 1793 bis 2016 | Saint-Laurent-en-Brionnais: Einwohnerzahlen von 1793 bis 2016 | Saint-Laurent-en-Brionnais: Einwohnerzahlen von 1793 bis 2016 |
| --- | ------------------------------------------------------------- | ------------------------------------------------------------- | ------------------------------------------------------------- | ------------------------------------------------------------- |
| Jahr |                                                               |                                                               |                                                               | Einwohner                                                     |
| 1793 | 1793                                                          |                                                               | 945                                                           | 945                                                           |
| 1800 | 1800                                                          |                                                               | 812                                                           | 812                                                           |
| 1806 | 1806                                                          |                                                               | 826                                                           | 826                                                           |
| 1821 | 1821                                                          |                                                               | 867                                                           | 867                                                           |
| 1831 | 1831                                                          |                                                               | 926                                                           | 926                                                           |
| 1836 | 1836                                                          |                                                               | 990                                                           | 990                                                           |
| 1841 | 1841                                                          |                                                               | 966                                                           | 966                                                           |
| 1846 | 1846                                                          |                                                               | 1.006                                                         | 1.006                                                         |
| 1851 | 1851                                                          |                                                               | 1.029                                                         | 1.029                                                         |
| 1856 | 1856                                                          |                                                               | 1.080                                                         | 1.080                                                         |
| 1861 | 1861                                                          |                                                               | 998                                                           | 998                                                           |
| 1866 | 1866                                                          |                                                               | 928                                                           | 928                                                           |
| 1872 | 1872                                                          |                                                               | 930                                                           | 930                                                           |
| 1876 | 1876                                                          |                                                               | 922                                                           | 922                                                           |
| 1881 | 1881                                                          |                                                               | 979                                                           | 979                                                           |
| 1886 | 1886                                                          |                                                               | 956                                                           | 956                                                           |
| 1891 | 1891                                                          |                                                               | 946                                                           | 946                                                           |
| 1896 | 1896                                                          |                                                               | 994                                                           | 994                                                           |
| 1901 | 1901                                                          |                                                               | 915                                                           | 915                                                           |
| 1906 | 1906                                                          |                                                               | 921                                                           | 921                                                           |
| 1911 | 1911                                                          |                                                               | 805                                                           | 805                                                           |
| 1921 | 1921                                                          |                                                               | 716                                                           | 716                                                           |
| 1926 | 1926                                                          |                                                               | 663                                                           | 663                                                           |
| 1931 | 1931                                                          |                                                               | 586                                                           | 586                                                           |
| 1936 | 1936                                                          |                                                               | 524                                                           | 524                                                           |
| 1946 | 1946                                                          |                                                               | 600                                                           | 600                                                           |
| 1954 | 1954                                                          |                                                               | 518                                                           | 518                                                           |
| 1962 | 1962                                                          |                                                               | 456                                                           | 456                                                           |
| 1968 | 1968                                                          |                                                               | 443                                                           | 443                                                           |
| 1975 | 1975                                                          |                                                               | 411                                                           | 411                                                           |
| 1982 | 1982                                                          |                                                               | 381                                                           | 381                                                           |
| 1990 | 1990                                                          |                                                               | 391                                                           | 391                                                           |
| 1999 | 1999                                                          |                                                               | 422                                                           | 422                                                           |
| 2006 | 2006                                                          |                                                               | 390                                                           | 390                                                           |
| 2011 | 2011                                                          |                                                               | 358                                                           | 358                                                           |
| 2016 | 2016                                                          |                                                               | 328                                                           | 328                                                           |
| Quelle(n): EHESS/Cassini bis 1999, INSEE ab 2006 Anmerkung(en): Ab 1962 offizielle Zahlen ohne Einwohner mit Zweitwohnsitz |                                                               |                                                               |                                                               |                                                               |

Die höchste Zahl der Einwohner wurde in der Mitte des 19. Jahrhunderts mit über 1000 erreicht. Seitdem ging sie kontinuierlich zurück.

## Sehenswürdigkeiten
- Romanische Kirche Saint-Laurent mit Ursprüngen aus dem 12. Jahrhundert. Im 19. Jahrhundert wurde das Langhaus neu gebaut. Die romanischen Partien Kirchturm und Chor sind seit 1875 als Monument historique klassifiziert.
- Schloss Joux mit Ursprüngen aus dem 16. Jahrhundert und Neu- und Umbauten aus dem 18. und 19. Jahrhundert

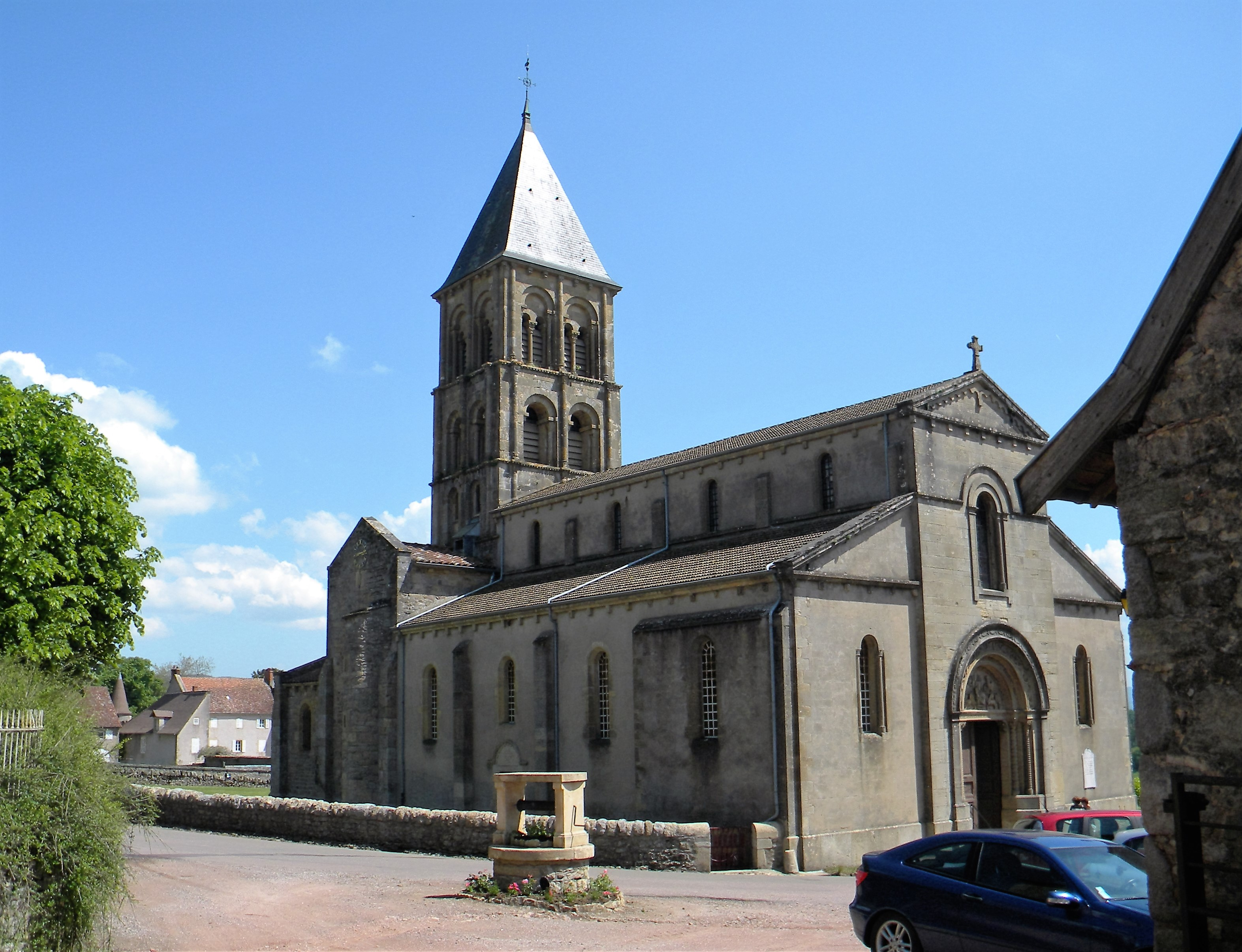
Kirche Saint-Laurent
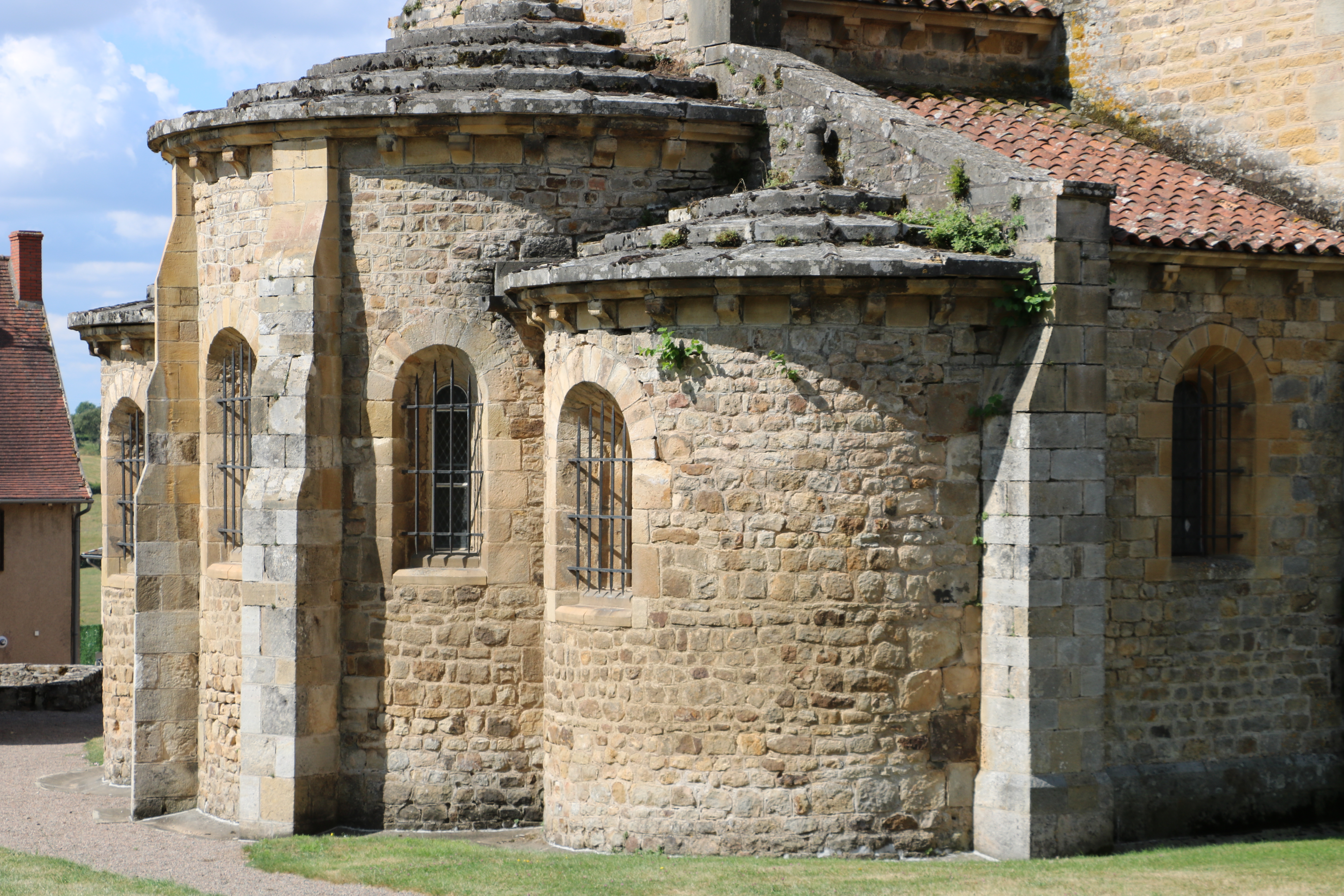
Romanische Apsis
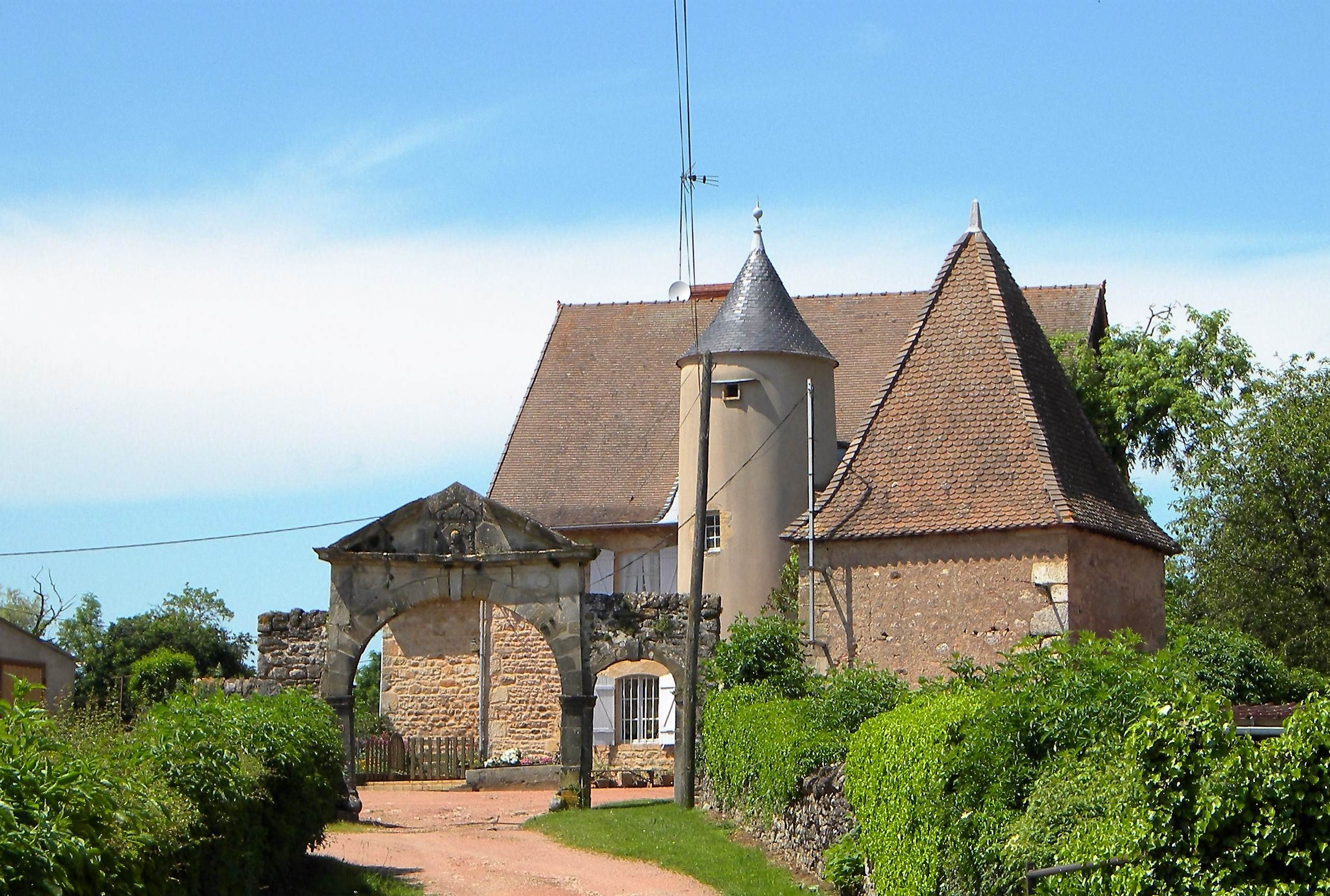
Schloss Joux

## Bildung
Die Gemeinde verfügt über eine öffentliche Grundschule mit 43 Schülerinnen und Schülern im Schuljahr 2022/2023.

## Wirtschaft und Infrastruktur
Saint-Laurent-en-Brionnais liegt in den Zonen AOC
- der Charolais-Rinder und
- des Charolais, einem Käse aus Ziegenmilch.[4]

Die größere Durchgangsstraße bildet die Route départementale 231, die die Gemeinde im Norden mit Vareilles und Baudemont, im Südosten mit La Chapelle-sous-Dun verbindet.